# Gigantochloa
Gigantochloa es un género de plantas herbáceas de la familia de las poáceas. Es originario de Malasia.
Algunos autores lo incluyen como un sinónimo en el género Dendrocalamus.

## Descripción
Son bambúes arborescentes, de gran tamaño; formando matas densas. Los rizomas cortos. Culmos unicaespitosos, erectos, péndulos en el ápice, verde los entrenudos inicialmente, a menudo con rayas amarillas, cilíndricos. Varias ramas, dominante 1. Las vainas, muy anchas, densamente vellosas; lígula visible. Inflorescencias, totalmente bracteadas, sostenidas por una estrecha quilla profila, pseudospikelets agrupados en masa globosa suave o puntiagudo en los nudos de las ramas con flores sin hojas. Pseudo espigas sésiles. Glumas fértiles precedidas por una o más brácteas gemíferas y 0-2 glumas vacías, lema amplio, muchas venas. Ovario peciolado, ápice engrosado y peludo, estigma. Cariópsides teretes, ápice cabelludo.

## Taxonomía
El género fue descrito por Kurtz ex Munro y publicado en Transactions of the Linnean Society of London 26(1): 123. 1868. La especie tipo es: Gigantochloa atter (Hassk.) Kurz. 
Etimología
El nombre del género deriva de las palabras griegas gigas (gigante) y chloé (hierba). 
Citología
Número de la base del cromosoma, x = 12. 2n = 70 y 72. 6 ploid.

## Especies
- Gigantochloa achmadii Widjaja
- Gigantochloa albociliata (Munro) Kurz
- Gigantochloa andamanica (Kurz) Kurz
- Gigantochloa apus (Schult. & Schult. f.) Kurz
- Gigantochloa aspera (Schult. & Schult. f.) Kurz
- Gigantochloa atroviolacea Widjaja
- Gigantochloa auriculata (Kurz) Kurz
- Gigantochloa balui K.M. Wong
- Gigantochloa cochinchinensis A. Camus
- Gigantochloa compressa R. Parker
- Gigantochloa densa (E.G. Camus) T.Q. Nguyen
- Gigantochloa dinhensis (A. Camus) T.Q. Nguyen
- Gigantochloa felix (Keng) Keng f.
- Gigantochloa hasskarliana (Kurz) Backer ex K. Heyne
- Gigantochloa hayatae (A. Camus) T.Q. Nguyen
- Gigantochloa heteroclada Stapf
- Gigantochloa heterostachya Munro
- Gigantochloa holttumiana K.M. Wong
- Gigantochloa hosseusii (Pilg.) T.Q. Nguyen
- Gigantochloa kachinensis E.G. Camus
- Gigantochloa kathaensis E.G. Camus
- Gigantochloa kurzii Gamble
- Gigantochloa latifolia Ridl.
  -     - Gigantochloa latifolia var. alba Holttum
    - Gigantochloa latifolia var. efimbriata Holttum
    - Gigantochloa latifolia var. latifolia
- Gigantochloa latispiculata Gamble
- Gigantochloa levis (Blanco) Merr.
- Gigantochloa ligulata Gamble
- Gigantochloa macrostachya Kurz
- Gigantochloa manggong Widjaja
- Gigantochloa maxima (Lour.) Kurz
  -     - Gigantochloa maxima var. maxima
    - Gigantochloa maxima var. minor Holttum
    - Gigantochloa maxima var. viridis Holttum
- Gigantochloa merrilliana Elmer
- Gigantochloa multiculmis A. Camus
- Gigantochloa nigrociliata (Büse) Kurz
  -     - Gigantochloa nigrociliata var. hohenackeri (Fisch.) H.B. Naithani
- Gigantochloa novoguineensis Rendle
- Gigantochloa parviflora (Keng f.) Keng f.
- Gigantochloa parvifolia (Brandis ex Gamble) T.Q. Nguyen
- Gigantochloa poilanei (Camus) T.Q. Nguyen
- Gigantochloa pruriens Widjaja
- Gigantochloa pseudoarundinacea (Steud.) Widjaja
- Gigantochloa ridleyi Holttum
- Gigantochloa robusta Kurz
- Gigantochloa rostrata K.M. Wong
- Gigantochloa scortechinii Gamble
  -     - Gigantochloa scortechinii var. albovestita Holttum
    - Gigantochloa scortechinii var. scortechinii
- Gigantochloa scribneriana Merr.
- Gigantochloa sinuata (Gamble) T.Q. Nguyen
- Gigantochloa stocksii (Munro) T.Q. Nguyen
- Gigantochloa tekserah E.G. Camus
- Gigantochloa tenuispiculata (A. Camus) T.Q. Nguyen
- Gigantochloa thoi K.M. Wong
- Gigantochloa toungooensis Brandis
- Gigantochloa verticillata (Willd.) Munro
  -     - Gigantochloa verticillata var. awi gombong Ochse
- Gigantochloa vietnamica T.Q. Nguyen
- Gigantochloa vinhphuica T.Q. Nguyen
- Gigantochloa wanet E.G. Camus
- Gigantochloa wrayi Gamble
- Gigantochloa wunthoensis E.G. Camus
- Gigantochloa yunzalinensis Brandis